# تاکویا کاکینه
تاکویا کاکینه (انگلیسی: Takuya Kakine؛ زادهٔ ۳ اکتبر ۱۹۹۱) بازیکن فوتبال اهل ژاپن است.